# Container

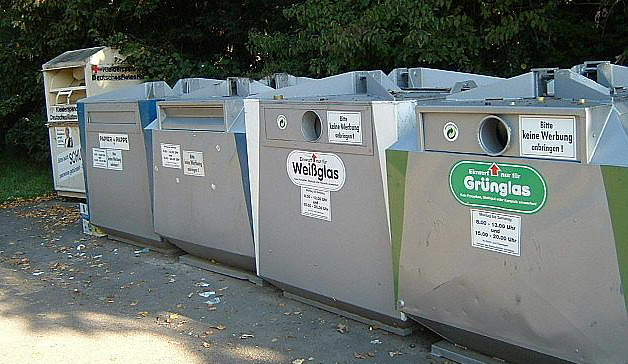
Recycling-Container für Kleidung, Papier und Pappe sowie Altglas

Ein Container (englisch [ˌkɔnˈtɛɪnɘr] ⓘ; deutsch [ˌkɔnˈteːnɐ] ⓘ; von lateinisch continere ‚zusammenhalten‘, ‚enthalten‘) bezeichnet meist Großraum-Behälter zur Lagerung und zum Transport von Gütern. Die Frachtbehälter existieren in verschiedensten Größen und sind in der Regel genormt und/oder standardisiert, um Transport und Planung zu vereinfachen.

## Geschichte

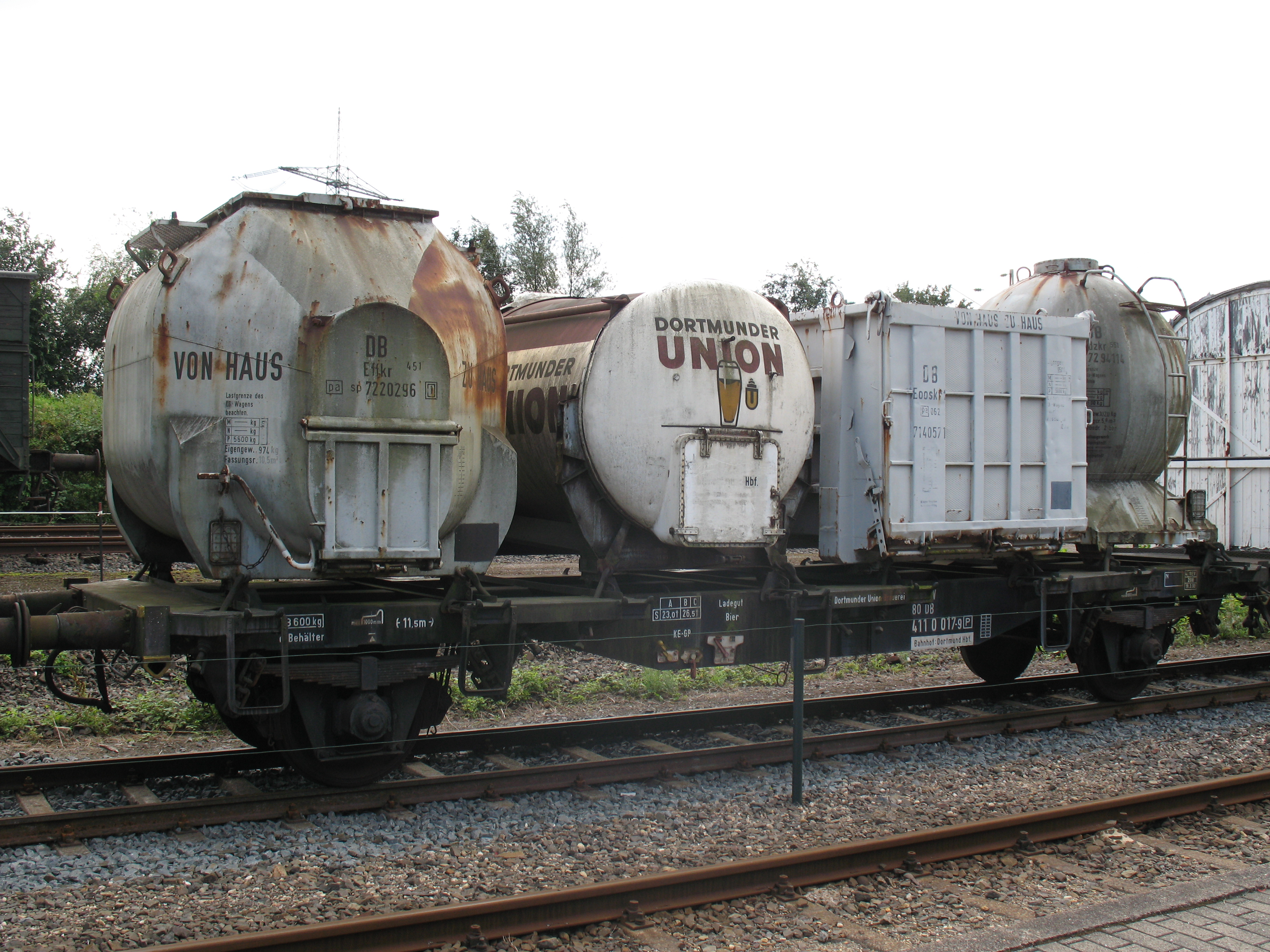
Behältertragwagen mit verschiedenen Behältern

Bereits im 18. Jahrhundert wurden in England hölzerne Umverpackungskisten eingesetzt. Diese Vorläufer der heutigen Container erlaubten einen schnelleren Übergang der Waren vom Eisenbahn- zum Pferdetransport. Im 19. Jahrhundert gab es dann in verschiedenen Ländern frühe Containerformen, die beim Frachttransport mit der Bahn genutzt wurden.
Im 20. Jahrhundert findet man etwa in den Niederlanden die Laadkist RTM 903 als Eisenbahncontainer. In den 1920er Jahren legte das Railway Clearing House (RCH) in Großbritannien eine Art Norm für die Bahncontainer fest, damit sie zwischen den verschiedenen Bahngesellschaften besser genutzt werden konnten. Diese RCH-Container waren entweder 5 oder 10 Fuß lang.
Ende der 1940er Jahre nutzte in Deutschland die Bahn den in den Niederlanden entwickelten Behälterverkehr, bei dem die Behälter bis zu 11 Kubikmeter Ladung fassten. Zur selben Zeit ließ sich die Schweizer Brauerei Feldschlösschen Bahntransportbehälter patentieren, die Swiss Containercars, mit denen sie das Bier zu den Abfüllorten bringen ließ.
1956 verschiffte der Amerikaner Malcom McLean als erster 58 Container mit dem Schiff Ideal X von Newark nach Houston; 1961 legte die Internationale Organisation für Normung (ISO) erstmals international gültige Maße für die ISO-Container fest.

## ISO-Container

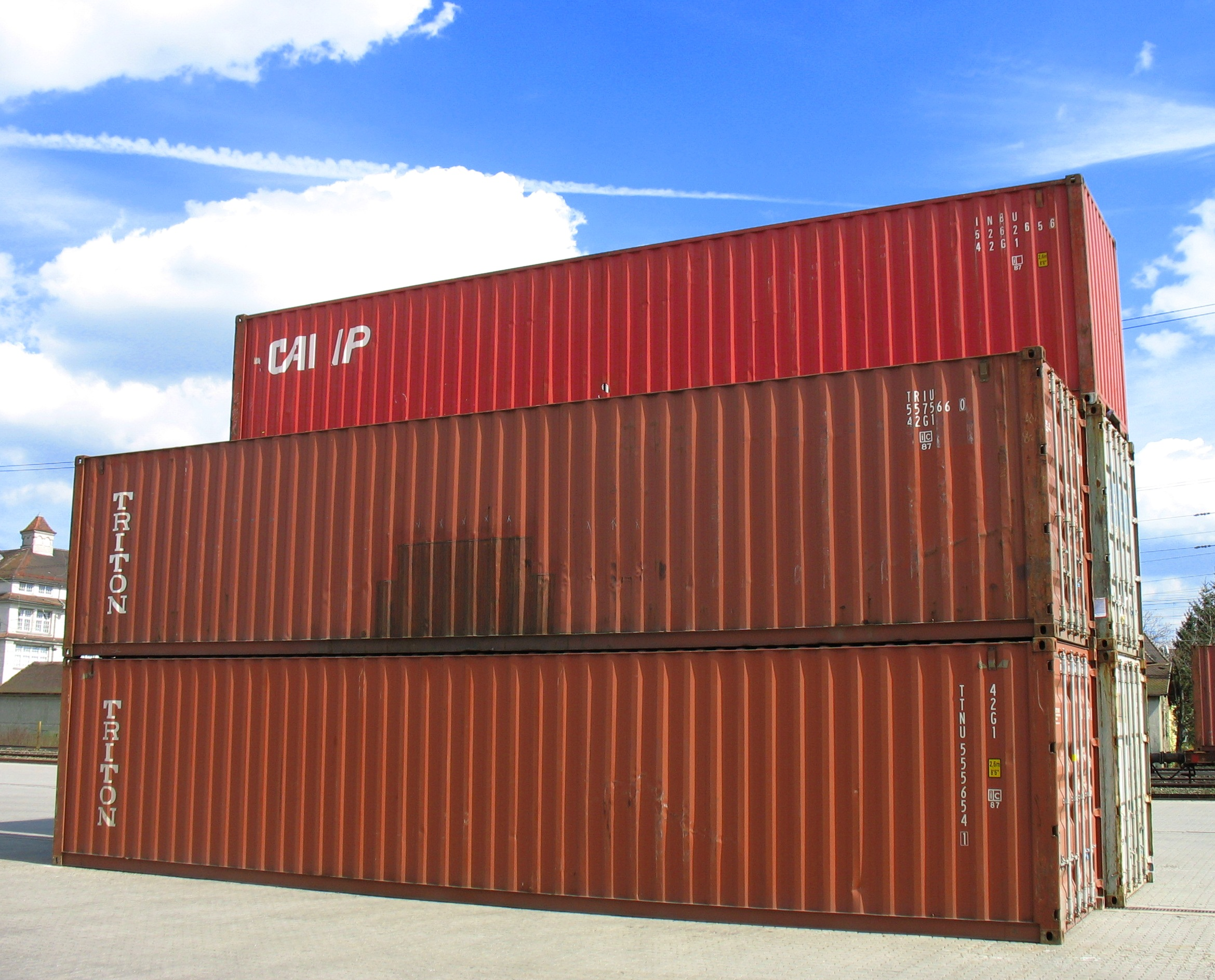
40-Fuß-ISO-Container

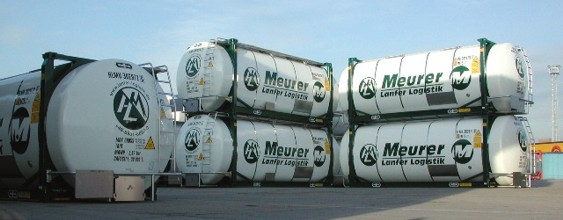
20-Fuß-Swap-Tankcontainer

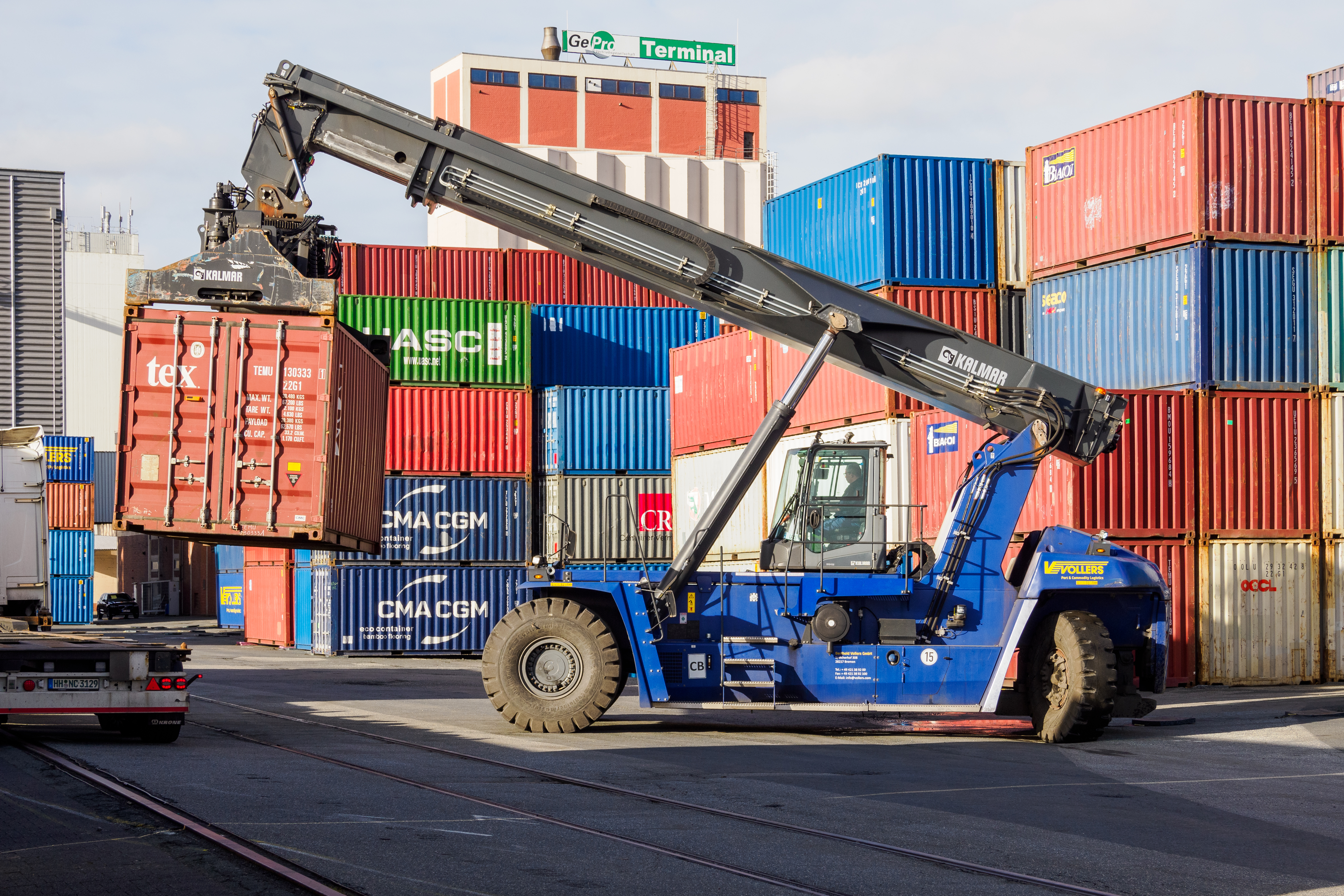
Containerstapler in Bremen

Der wichtigste und bekannteste Containertyp ist der 40-Fuß-Container für die Handelsschifffahrt mit den Maßen 12,192 m × 2,438 m × 2,591 m (L×B×H). Von diesem Containertyp nach ISO 668 (freight container) sind über 15 Millionen im Verkehr.
Der Fracht- oder Schiffscontainer wurde im Jahr 1956 von dem Reeder Malcolm McLean an der US-Ostküste für den Güterverkehr eingeführt. Er wurde zunächst abschätzig als „Schachtelschiff“ bezeichnet, setzte sich aber bald durch – gegen starken Widerstand der Hafenarbeiter, die um ihre Arbeitsplätze fürchteten und bessere Tarife erkämpften.
Inzwischen werden mit Containerschiffen zwei Drittel des grenzüberschreitenden Warenverkehrs durchgeführt. Die Frachtcontainer wurden dadurch zur Basis der Globalisierung der Wirtschaft; mit ihnen wird unter anderem der Großteil des Warenhandels mit Fertigprodukten abgewickelt. Die Container können wegen ihrer genormten Form mit den verschiedensten Transportmitteln (Seeschiffe, Binnenschiffe, Eisenbahn und Lkw) befördert und schnell umgeschlagen werden, ohne dass das Ladungsgut an sich gehandelt werden muss (Intermodaler Verkehr).
Gängig sind hierbei 20-Fuß-Container – die sogenannten TEU-(Twenty Foot Equivalent Unit)- und 40-Fuß-Container (FEU = Forty Foot Equivalent Unit). Die 20-Fuß-Standardcontainer messen (außen) 6,058 m × 2,438 m × 2,591 m und können beispielsweise 10.000 Jeans oder 20.000 originalverpackte Uhren aufnehmen, aber auch Sperrgut, zu kühlende Waren im Kühlcontainer und anderes. Die größten Containerschiffe fassen etwa 23.000 solcher Standardbehälter (Stand Oktober 2019, CMA CGM Megamax-24).
Der größte vollautomatisierte Containerhafen ist seit einigen Jahren Hamburg-Altenwerder.
Weltweit waren Mitte 2010 ungefähr 27,5 Millionen TEU- sowie FEU-Standardcontainer (20′, 40′ oder 40′ High Cube) im Umlauf. Die Lebensdauer eines üblichen Stahlcontainers beträgt durchschnittlich 12 bis 13 Jahre. In letzter Zeit wurden diese Container hauptsächlich in China hergestellt, zuletzt fast 3 Mio. TEU jährlich. Nachdem die Folgen der Finanzkrise die Frachtmengen erheblich reduziert haben, ist diese Produktion fast zum Erliegen gekommen. Eine Nachfrage gibt es noch für Spezialcontainer wie Reefer-Container.
Man kann die Standardcontainer (auch Dry-Container genannt) in vier Gruppen unterteilen:

(Ladegewicht = Nettoladung im Container)

(Maße sind Innenmaße)
Dry Container
| Art          | Länge    | Breite  | Höhe    | Kapazität | Ladegewicht      |
| ------------ | -------- | ------- | ------- | --------- | ---------------- |
| 20′ Standard | 05,898 m | 2,352 m | 2,393 m | 33,2 m³   | 21740 / 28230 kg |
| 40′ Standard | 12,032 m | 2,352 m | 2,393 m | 67,7 m³   | 26630 kg         |
| High Cube    | 12,032 m | 2,352 m | 2,698 m | 76,3 m³   | 26520 kg         |

Reefer Container
| Art          | Länge    | Breite  | Höhe    | Kapazität | Ladegewicht      |
| ------------ | -------- | ------- | ------- | --------- | ---------------- |
| 20′ Standard | 05,444 m | 2,284 m | 2,267 m | 28,5 m³   | 21135 / 27160 kg |
| 40′ Standard | 11,583 m | 2,284 m | 2,250 m | 58,7 m³   | 26580 kg         |
| High Cube    | 11,583 m | 2,284 m | 2,556 m | 67,9 m³   | 26380 kg         |

Open Top Container
| Art          | Länge    | Breite  | Höhe    | Kapazität | Ladegewicht |
| ------------ | -------- | ------- | ------- | --------- | ----------- |
| 20′ Standard | 05,900 m | 2,330 m | 2,337 m | 32,6 m³   | 21740 kg    |
| 40′ Standard | 12,029 m | 2,330 m | 2,337 m | 68,5 m³   | 26410 kg    |

Flat Rack Container
| Art          | Länge    | Breite  | Höhe    | Kapazität | Ladegewicht |
| ------------ | -------- | ------- | ------- | --------- | ----------- |
| 20′ Standard | 05,628 m | 2,178 m | 2,159 m | –         | 27800 kg    |
| 40′ Standard | 12,05 m  | 2,178 m | 1,986 m | –         | 40250 kg    |

## Schüttgutcontainer

### Abfallcontainer

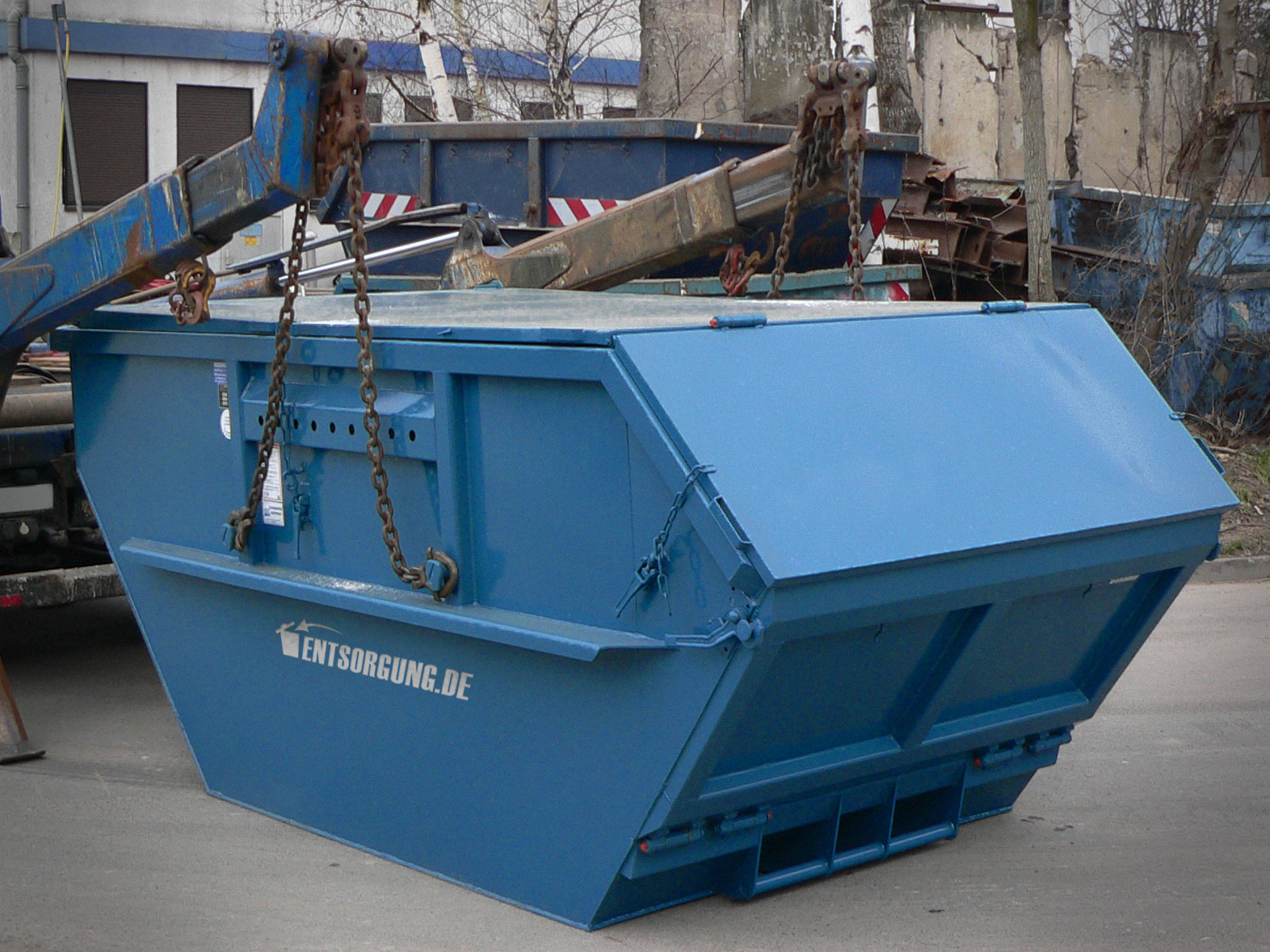
Absetzcontainer (Müllcontainer) mit Containerfahrzeug

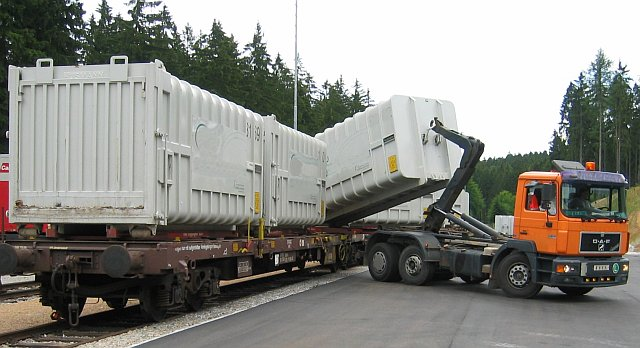
Abrollcontainer (Müllcontainer) mit Containerfahrzeug

Container werden insbesondere auch für die Abfallentsorgung als Sammel- und Beförderungseinheit für Abfälle genutzt. Diese sind vor allem für eine größere Abfallmenge geeignet, die das Fassungsvermögen und die erlaubte Abfallart von Mülltonnen übersteigen. Insbesondere können hier auch andere Abfallsorten, wie etwa Bauschutt oder Baumischabfälle, Sperrmüll, Stahlschrott oder Gartenabfälle entsorgt werden.
Es gibt hierbei verschiedene Arten von Containern, die bei gleicher Füllmenge Abweichungen in Höhe und Länge haben können und je nach Gegebenheiten und Belademöglichkeiten zum Einsatz kommen. Absetzcontainer werden vom Containerfahrzeug an Halteketten befestigt und durch zwei Hebearme waagerecht abgesetzt bzw. aufgezogen.

### Absetzcontainer
Container die mit Absetzer-Lkw, meistens mit Ketten, abgestellt und aufgezogen werden. Die zumeist asymmetrisch ausgeführten Behälter sind bevorzugt mit 7 m³ Fassungsvermögen zu finden.

### Abrollcontainer
Abrollcontainer verfügen über Rollen und werden durch einen hydraulischen Hebearm mit Haken erfasst und aufgezogen bzw. abgesetzt.

### Übliche Abmessungen
| Containerart (Volumen)                        | Breite in mm | Höhe in mm | Länge in mm |
| --------------------------------------------- | ------------ | ---------- | ----------- |
| Bigbag – Abfallsack (1 m³)                    | 1000         | 1000       | 1000        |
| Absetzcontainer (3 m³)                        | 1290         | 0950       | 2450        |
| Absetzcontainer (5 m³)                        | 1900         | 1250       | 3100        |
| Absetzcontainer mit Deckel (5 m³)             | 1900         | 1600       | 3200        |
| Absetzcontainer (7 m³)                        | 1900         | 1600       | 3600        |
| Absetzcontainer mit Deckel (7 m³)             | 1900         | 1600       | 3550        |
| Absetzcontainer (10 m³)                       | 1900         | 1800       | 3900        |
| Absetzcontainer mit Deckel (10 m³)            | 1900         | 2050       | 4150        |
| Absetzcontainer mit Türen (15 m³)             | 2000         | 1500       | 5000        |
| Abrollcontainer offen oder mit Deckel (7 m³)  | 2000         | 1000       | 4000        |
| Abrollcontainer offen oder mit Deckel (10 m³) | 2000         | 1400       | 4000        |
| Abrollcontainer offen oder mit Deckel (15 m³) | 2400         | 1600       | 4200        |

Durch das hohe Fassungsvermögen (ab einem Rauminhalt von mindestens 1 m³) zählen diese Abfallbehälter zu den Containern.
Für Container dieser Größe muss in Deutschland eine Aufstellgenehmigung bei der Stadt bzw. Kommune beantragt werden. Dieser Antrag kann per Formblatt oder auch formlos gestellt werden. Die Gebühren sind je nach Art der Nutzung unterschiedlich, belaufen sich aber auf mindestens 35 Euro. Altkleidersammlungen auf öffentlichem Grund werden generell nicht genehmigt; ebenso gilt auch bei Grünanlagen eine besondere Zuständigkeit.

## Andere Containertypen

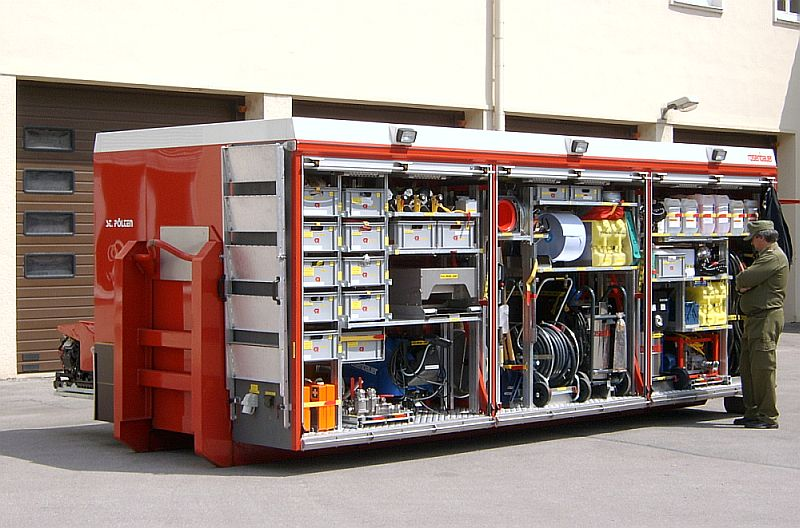
Abrollcontainer mit Feuerwehrausrüstung

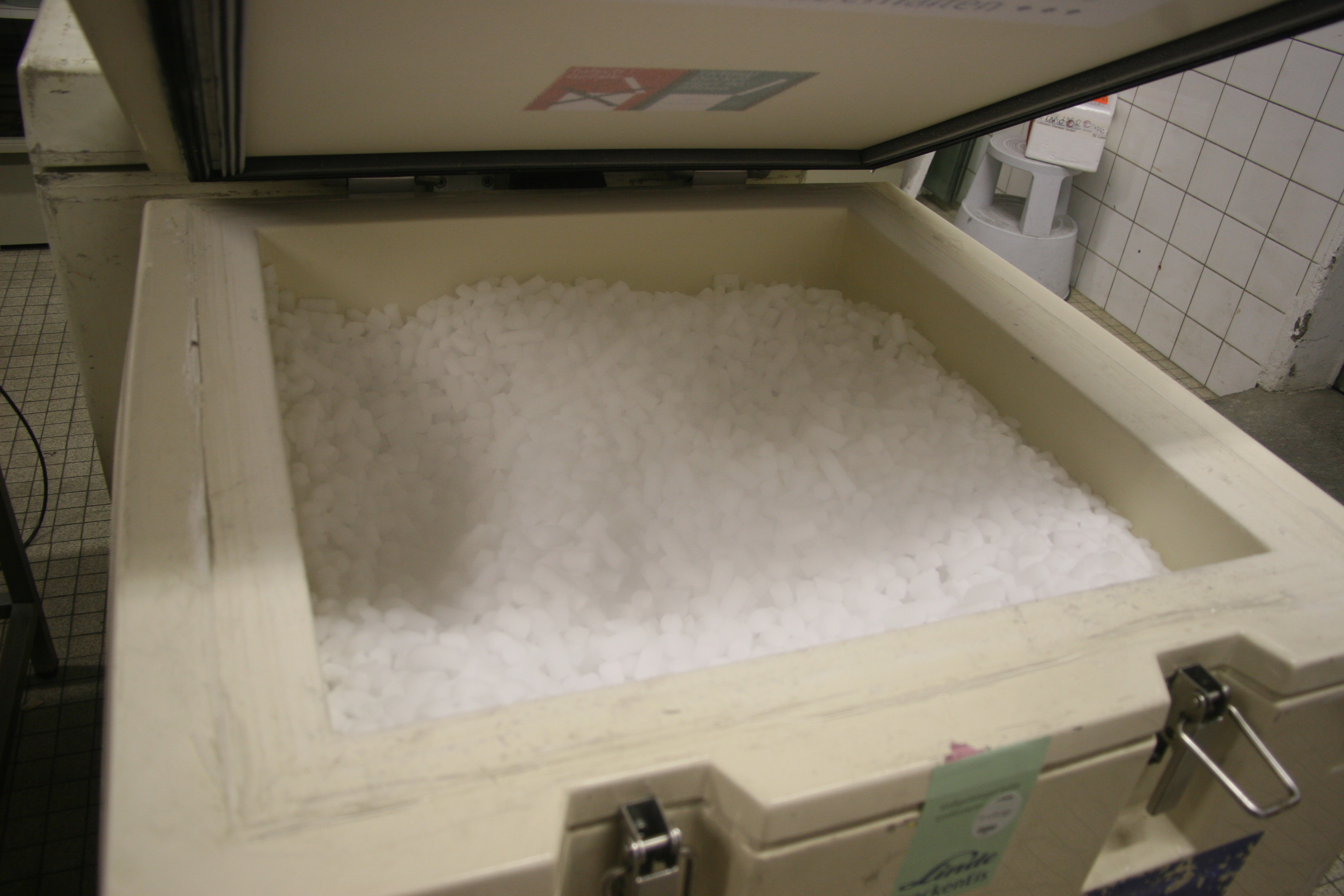
Container für Trockeneis

Es gibt eine Vielzahl weiterer Behältertypen, die teilweise in internationalen Normen beschrieben sind. Die Normung unterstützt die Intermodalen Verkehre, in denen das Tragfahrzeug mindestens einmal gewechselt wird. Dabei wird häufig auch der Typ der Tragfahrzeuge gewechselt (sogenannter „intermodaler Verkehr“), um Vorteile zu gewinnen:
- Abrollcontainer-Transportsysteme finden vor allem als Sperrmüll- oder Abfallcontainer breite Verwendung. Spezielle Container dieses Systems kommen beispielsweise bei einigen Feuerwehren als Transportmittel von Versorgungseinrichtungen zum Einsatz. Beim Abrollcontainersystem „Wechselladersystem Multi“ bei der Bundeswehr ist auch eine Container-Ergänzungsausstattung (CEA) zur Aufnahme von 20-Fuß-ISO-Containern vorgesehen.
- Binnencontainer für den Einsatz in der Binnenschifffahrt und im kombinierten Verkehr innerhalb Europas
- CC-Container (CC = Container Centralen, seit 1970 in DK, ab 2012: NL) Rollwagen mit 4 Eckstangen, Regalböden und Schloss, im Dänen- oder Europaletten-Maß.
- Holzcontainer, z. B. als Erdbehälter für bestimmte Zierpflanzen.
- Intermediate Bulk Container (IBC) z. B. für Flüssigkeiten.
- Kühlcontainer.
- Rollcontainer.
- Trockencontainer: sind Spezialcontainer für besonders schwierige Einsatzbedingungen im Nassbereich.
- Lagercontainer sind universell einsetzbare Stahlbehälter zur Lagerung von Materialien und Maschinen.
- Atommülltransporte – siehe Transportbehälter (Kerntechnik) z. B. Castor.
- Schnellbaucontainer sind zerlegt stapelbar; das kann Lagerkosten bzw. Lagerraum sparen.
- Luftfrachtcontainer (Unit Load Device): Diese sind auf einer Seite oder an zwei Seiten abgeschrägt, um sich der konkaven Außenwand des Frachtraums besser anzupassen.
- Wechselbrücken (swap bodies) sind Container mit Plane oder Hartkoffer, die von der Lafette (Fahrgestell) auf Beinen abgestellt werden können.
- Bigbags: große Säcke (flexibler Schüttgutbehälter) mit einem Fassungsvermögen von etwa ein bis zwei Kubikmeter.
- Normcontainer (Großgebinde) der deutschen Bundesbank aus Stahlblech, außen L × B × H = 755 mm × 575 mm × 570 mm, innen 220 Liter, für Münzrollenpackungen, brutto bis 700 kg, tara ca. 50 kg.

## Container als raumbildende Module

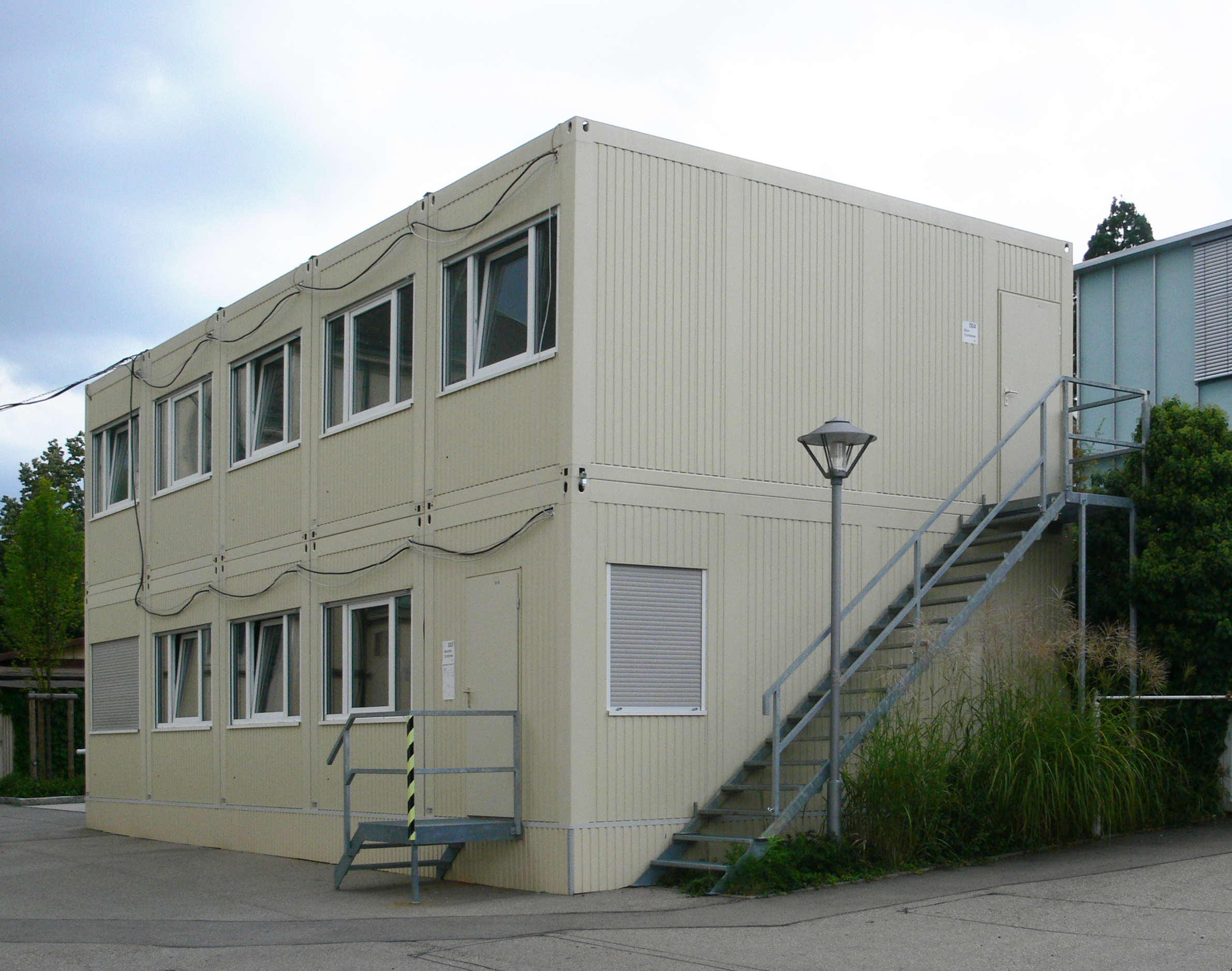
Containergebäude

Container werden auch als Modul zur Errichtung von Containergebäuden benutzt. Sie können für die verschiedensten Nutzungen angepasst und voreingerichtet werden, zum Beispiel als Wohncontainer, Bürocontainer, Toilettencontainer oder Schulcontainer. Dazu werden sie in der Regel isoliert, mit Türen und Fenstern versehen und innen ausgestattet. So können sie als Aufenthaltsraum für Menschen dienen.